# خوسو يوريبا
خوسو يوريبا (بالإسبانية: Josu Uribe)‏ هو لاعب كرة قدم ومدرب كرة قدم إسباني، ولد في 25 مايو 1969 في خيخون في إسبانيا. لعب مع نادي مليلية.